# Mihaela Buzărnescu
Mihaela Buzărnescu (Bukarest, 1988. május 4. –) párosban junior Grand Slam-tornagyőztes román teniszezőnő.
2004-ben kezdte profi pályafutását. Egy egyéni és két páros WTA-tornát, valamint 23 egyéni és 34 páros ITF-tornát nyert meg. Legjobb egyéni világranglista-helyezése a 20. hely, ezt 2018. augusztus 6-án érte el, párosban a 24. hely, amelyre 2018. október 22-én került.
2006-ban párosban a junior lányok között megnyerte a US Opent. A felnőttek között a Grand Slam-tornákon a legjobb eredményeit 2018-ban érte el, amikor a Roland Garroson egyéniben a 4. körbe, míg ugyanott párosban, valamint Wimbledonban a negyeddöntőig jutott.
Először 2006-ban szerepelt Románia Fed-kupa válogatottjában. 2018-ig 6 alkalommal lépett pályára.
2022 augusztusától nem szerepelt WTA-tornán. A 2025-ös a Roland Garroson védett ranglistával a selejtezőben tért vissza.

## Junior Grand Slam döntői

### Páros

#### Győzelmek (1)
| Év   | Bajnokság | Borítás | Partner      | Ellenfél                                   | Eredmény |
| ---- | --------- | ------- | ------------ | ------------------------------------------ | -------- |
| 2006 | US Open   | Kemény  | Raluca Olaru | Sharon Fichman Anasztaszija Pavljucsenkova | 7–5, 6–2 |

## WTA döntői

### Egyéni

#### Győzelmei (1)
| Összesítés            |                               |
| Grand Slam-torna (0)  |                               |
| Premier Mandatory (0) | WTA 1000 (mandatory)* (0)     |
| Premier Five (0)      | WTA 1000 (non-mandatory)* (0) |
| Premier (1)           | WTA 500* (0)                  |
| International (0)     | WTA 250* (0)                  |

*2021-től megváltozott a tornák kategóriáinak elnevezése.
|    | Dátum              | Torna                            | Borítás | Ellenfél a döntőben | Eredmény a döntőben | Eredmény a döntőben |
| 1. | 2018. augusztus 5. | Silicon Valley Classic, San José | Kemény  | María Szákari       | 6–1, 6–0            |                     |

#### Elveszített döntői (2)
|    | Dátum            | Torna                                 | Borítás | Ellenfél a döntőben | Eredmény a döntőben | Eredmény a döntőben |
| 1. | 2018. január 13. | Moorilla Hobart International, Hobart | Kemény  | Elise Mertens       | 1–6, 6–4, 3–6       |                     |
| 2. | 2018. május 5.   | ECM Prague Open, Prága                | Salak   | Petra Kvitová       | 6–4, 2–6, 3–6       |                     |

### Páros

#### Győzelmei (2)
| Összesítés            |                               |
| Grand Slam-torna (0)  |                               |
| Premier Mandatory (0) | WTA 1000 (mandatory)* (0)     |
| Premier Five (0)      | WTA 1000 (non-mandatory)* (0) |
| Premier (0)           | WTA 500* (0)                  |
| International (1)     | WTA 250* (1)                  |

*2021-től megváltozott a tornák kategóriáinak elnevezése.
|    | Dátum            | Torna                                    | Borítás | Partner       | Ellenfelek a döntőben                | Eredmény a döntőben | Eredmény a döntőben |
| 1. | 2018. május 26.  | Internationaux de Strasbourg, Strasbourg | Salak   | Raluca Olaru  | Nagyija Kicsenok Anastasia Rodionova | 7–5, 7–5            |                     |
| 2. | 2021. július 17. | Hungarian Grand Prix, Budapest           | Salak   | Stollár Fanny | Aliona Bolsova Tamara Korpatsch      | 6–4, 6–4            |                     |

#### Elveszített döntői (4)
|    | Dátum             | Torna                                | Borítás | Partner            | Ellenfelek a döntőben          | Eredmény a döntőben | Eredmény a döntőben |
| 1. | 2018. május 5.    | ECM Prague Open, Prága               | Salak   | Lidzija Marozava   | Nicole Melichar Květa Peschke  | 4–6, 2–6            |                     |
| 2. | 2018. június 17.  | Nottingham Open, Nottingham          | Fű      | Heather Watson     | Alicja Rosolska Abigail Spears | 3–6, 6–7(5)         |                     |
| 3. | 2018. június 30.  | Eastbourne International, Eastbourne | Fű      | Irina-Camelia Begu | Gabriela Dabrowski Hszü Ji-fan | 3–6, 5–7            |                     |
| 4. | 2021. április 11. | Copa Colsanitas, Bogotá              | Salak   | Anna-Lena Friedsam | Elixane Lechemia Ingrid Neel   | 3–6, 4–6            |                     |

## WTA 125K döntői

### Páros

#### Elveszített döntői (1)
|    | Dátum            | Torna                           | Borítás | Partner          | Ellenfelek a döntőben        | Eredmény a döntőben | Eredmény a döntőben |
| 1. | 2022. július 10. | Nordea Open, Båstad, Svédország | Salak   | Irina Hromacsova | Doi Miszaki Rebecca Peterson | játék nélkül        |                     |

## ITF-döntői

### Egyéni: 12 (5−7)
| $100,000 torna       |
| $75,000/80,000 torna |
| $50,000/60,000 torna |
| $25,000 torna        |
| $10,000 torna        |

| Eredmény | No. | Dátum                | Torna                          | Borítás    | Ellenfél            | Eredmény      |
| -------- | --- | -------------------- | ------------------------------ | ---------- | ------------------- | ------------- |
| Győztes  | 1.  | 2006. április 2.     | Bath, Egyesült Királyság       | Kemény     | Valérie Tétreault   | 7–6(6), 6–2   |
| Döntős   | 1.  | 2006. május 14.      | Varsó, Lengyelország           | Salak      | Natalia Kołat       | 6–3, 5–7, 1–6 |
| Döntős   | 2.  | 2007. november 18.   | Kunming, Kína                  | Kemény     | Yanina Wickmayer    | 5–7, 4–6      |
| Győztes  | 2.  | 2008. július 28.     | Vancouver, Kanada              | Kemény     | Julie Coin          | 2–6, 6–3, 7–5 |
| Döntős   | 3.  | 2008. december 20.   | Dubaj, Egyesült Arab Emírségek | Kemény     | Vitalija Gyjacsenko | 5–7, 6–2, 5–7 |
| Döntős   | 4.  | 2010. október 18.    | Saint-Raphaël, Franciaország   | Kemény     | Alison Riske        | 4–6, 2–6      |
| Győztes  | 3.  | 2010, november 7.    | Ismaning, Németország          | Szőnyeg    | Andrea Hlaváčková   | 7–5, 6–4      |
| Győztes  | 4.  | 2012. június 9.      | Nottingham, Egyesült Királyság | Fű         | Coco Vandeweghe     | 6–1, 4–6, 6–1 |
| Döntős   | 5.  | 2014. október 13.    | Joué-lès-Tours, Franciaország  | Kemény (f) | Carina Witthöft     | 3–6, 6–7(6)   |
| Döntős   | 6.  | 2018. április 23.    | Óbidos, Portugal               | Szőnyeg    | Katie Boulter       | 6–4, 3–6, 3–6 |
| Döntős   | 7.  | 2021. szeptember 26. | Valencia, Spanyolország        | Salak      | Arantxa Rus         | 4–6, 6–7(3)   |
| Győztes  | 5.  | 2021. október 3.     | Le Neubourg, Franciaország     | Kemény     | Bondár Anna         | 6–1, 6–3      |

### Páros 15 (10−5)
| $100,000 torna |
| $75,000 torna  |
| $50,000 torna  |
| $25,000 torna  |
| $10,000 torna  |

| Eredmény | No. | Dátum               | Torna                           | Borítás    | Partner             | Ellenfél                             | Eredmény         |
| -------- | --- | ------------------- | ------------------------------- | ---------- | ------------------- | ------------------------------------ | ---------------- |
| Győztes  | 1.  | 2005. augusztus 14. | Gdynia, Lengyelország           | Salak      | Agnieszka Radwańska | Katerina Avdiyenko Natalia Bogdanova | 6–1, 6–1         |
| Győztes  | 2.  | 2005. augusztus 21. | Kędzierzyn-Koźle, Lengyelország | Salak      | Agnieszka Radwańska | Renata Voráčová Sandra Záhlavová     | 6–1, 6–4         |
| Döntős   | 1.  | 2005. október 30.   | Isztambul, Törökország          | Kemény     | Agnieszka Radwańska | Gubacsi Zsofia Marija Koritceva      | 3–6, 3–6         |
| Döntős   | 2.  | 2005. november 6.   | Minszk, Fehéroroszország        | Szőnyeg    | Agnieszka Radwańska | Kacjarina Dzehalevics Darja Kusztava | 3–6, 3–6         |
| Győztes  | 3.  | 2006. február 19.   | Buchen, Németország             | Szőnyeg    | Katerina Avdiyenko  | Lucie Kreigsmanova Zuzana Zálabská   | játék nélkül     |
| Győztes  | 4.  | 2006. április 2.    | Bath, Egyesült Királyság        | Kemény     | Martina Babáková    | Marie-Perrine Baudouin Karla Mraz    | 6–3, 6–1         |
| Döntős   | 3.  | 2006. május 13.     | Varsó, Lengyelország            | Salak      | Justine Ozga        | Irina Kuzmina Okszana Tyepljakova    | 0–6, 1–6         |
| Döntős   | 4.  | 2007. február 10.   | Tipton, Egyesült Királyság      | Kemény (f) | Kszenyija Likina    | Kim Kilsdonk Elise Tamaëla           | 3–6, 3–6         |
| Győztes  | 5.  | 2007. február 18.   | Biberach, Németország           | Kemény     | Nyina Bratcsikova   | Darija Jurak Sandra Martinović       | 6–2, 6–0         |
| Győztes  | 6.  | 2007. augusztus 18. | The Bronx, Egyesült Államok     | Kemény     | Lucie Hradecká      | Marija Koritceva Darja Kusztava      | 6–3, 1–6, 6–1    |
| Győztes  | 7.  | 2007. november 18.  | Kunming, Kína                   | Kemény     | Yanina Wickmayer    | Han Hszin-jün Hszü Ji-fan            | 6–4, 6–1         |
| Győztes  | 8.  | 2008. november 9.   | Krakkó, Lengyelország           | Kemény     | Angelique Kerber    | Olga Brózda Sandra Zaniewska         | 6–3, 6–2         |
| Döntős   | 5.  | 2010. október 11.   | Tokió                           | Kemény     | Olha Szavcsuk       | Jill Craybas Tamarine Tanasugarn     | 3–6, 1–6         |
| Győztes  | 9.  | 2011. július 8.     | Biarritz, Franciaország         | Salak      | Alekszandra Panova  | Erika Sema Roxane Vaisemberg         | 6–2, 6–1         |
| Győztes  | 10. | 2012. május 13.     | Cagnes-sur-Mer, Franciaország   | Salak      | Alekszandra Panova  | Marosi Katalin Renata Voráčová       | 7–5, 4–6, [10–6] |

## Eredményei Grand Slam-tornákon

### Egyéniben
| Grand Slam | Australian Open | Australian Open    | Roland Garros  | Roland Garros   | Wimbledon      | Wimbledon         | US Open        | US Open            |
| Év         | Eredmény        | Utolsó ellenfél    | Eredmény       | Utolsó ellenfél | Eredmény       | Utolsó ellenfél   | Eredmény       | Utolsó ellenfél    |
| 2011       | –               | –                  | –              | –               | –              | –                 | Selejtező (Q3) | Selejtező (Q3)     |
| 2012       | Selejtező (Q2)  | Selejtező (Q2)     | Selejtező (Q2) | Selejtező (Q2)  | Selejtező (Q2) | Selejtező (Q2)    | Selejtező (Q1) | Selejtező (Q1)     |
| 2013       | –               | –                  | –              | –               | –              | –                 | –              | –                  |
| 2014       | –               | –                  | –              | –               | –              | –                 | –              | –                  |
| 2015       | –               | –                  | –              | –               | –              | –                 | Selejtező (Q1) | Selejtező (Q1)     |
| 2016       | –               | –                  | –              | –               | –              | –                 | –              | –                  |
| 2017       | Selejtező (Q2)  | Selejtező (Q2)     | –              | –               | Selejtező (Q2) | Selejtező (Q2)    | 1. kör         | Caroline Wozniacki |
| 2018       | 1. kör          | Caroline Wozniacki | 4. kör         | Madison Keys    | 3. kör         | Karolína Plíšková | –              | –                  |
| 2019       | 1. kör          | Venus Williams     | 1. kör         | J Alekszandrova | 2. kör         | Simona Halep      | 1. kör         | Andrea Petković    |
| 2020       | –               | –                  | Selejtező (Q1) | Selejtező (Q1)  | elmaradt       | elmaradt          | 1. kör         | Sloane Stephens    |
| 2021       | 1. kör          | Bianca Andreescu   | 2. kör         | Serena Williams | 1. kör         | Venus Williams    | Selejtező (Q3) | Selejtező (Q3)     |
| 2022       | Selejtező (Q1)  | Selejtező (Q1)     | 1. kör         | Madison Brengle | 2. kör         | Cori Gauff        | –              | –                  |
| 2023       | –               | –                  | –              | –               | –              | –                 | –              | –                  |
| 2024       | –               | –                  | –              | –               | –              | –                 | –              | –                  |
| 2025       | –               | –                  | Selejtező (Q1) | Selejtező (Q1)  | Selejtező (Q1) | Selejtező (Q1)    |                |                    |

### Párosban
| Grand Slam | Australian Open       | Australian Open                 | Roland Garros          | Roland Garros                      | Wimbledon            | Wimbledon                        | US Open          | US Open         |
| Év         | Eredmény Partner      | Utolsó ellenfél                 | Eredmény Partner       | Utolsó ellenfél                    | Eredmény Partner     | Utolsó ellenfél                  | Eredmény Partner | Utolsó ellenfél |
| 2018       | 1. kör María Irigoyen | Hszie Su-vej Peng Suaj          | Negyeddöntő Irina Bara | Csan Hao-csing Jang Csao-hszüan    | Negyeddöntő I-C Begu | Nicole Melichar Květa Peschke    | −                | −               |
| 2019       | 2. kör I-C Begu       | Alizé Cornet Petra Martić       | 1. kör I-C Begu        | Ljudmila Kicsenok Jeļena Ostapenko | 1. kör Raluca Olaru  | Rebecca Peterson Tamara Zidanšek | −                | −               |
| 2020       | −                     | −                               | −                      | −                                  | elmaradt             | elmaradt                         | −                | −               |
| 2021       | 1. kör Ankita Raina   | Olivia Gadecki Belinda Woolcock | 1. kör PM Țig          | L Arruabarrena Caroline Dolehide   | −                    | −                                | −                | −               |

## Év végi világranglista-helyezései
| Év     | 2004 | 2005 | 2006 | 2007 | 2008 | 2009 | 2010 | 2011 | 2012 | 2013 | 2014 | 2015 | 2016 | 2017 | 2018 | 2019 | 2020 | 2021 | 2022 | 2023 | 2024 |
| Egyéni | 621. | 427. | 254. | 421. | 386. | 433. | 407. | 155. | 248. | –    | 891. | 260. | 351. | 72.  | 24.  | 109. | 136. | 121. | 393. | –    | –    |
| Páros  | 587. | 522. | 390. | 207. | 251. | 323. | 279. | 177. | 192. | –    | –    | 279. | 198. | 103. | 24.  | 104. | 192. | 120. | 538. | –    | –    |